# Rostic's
Rostic's (en russe Ростик'с) est une chaîne de restauration rapide russe, appartenant au groupe Rostiks[réf. nécessaire].

## Histoire

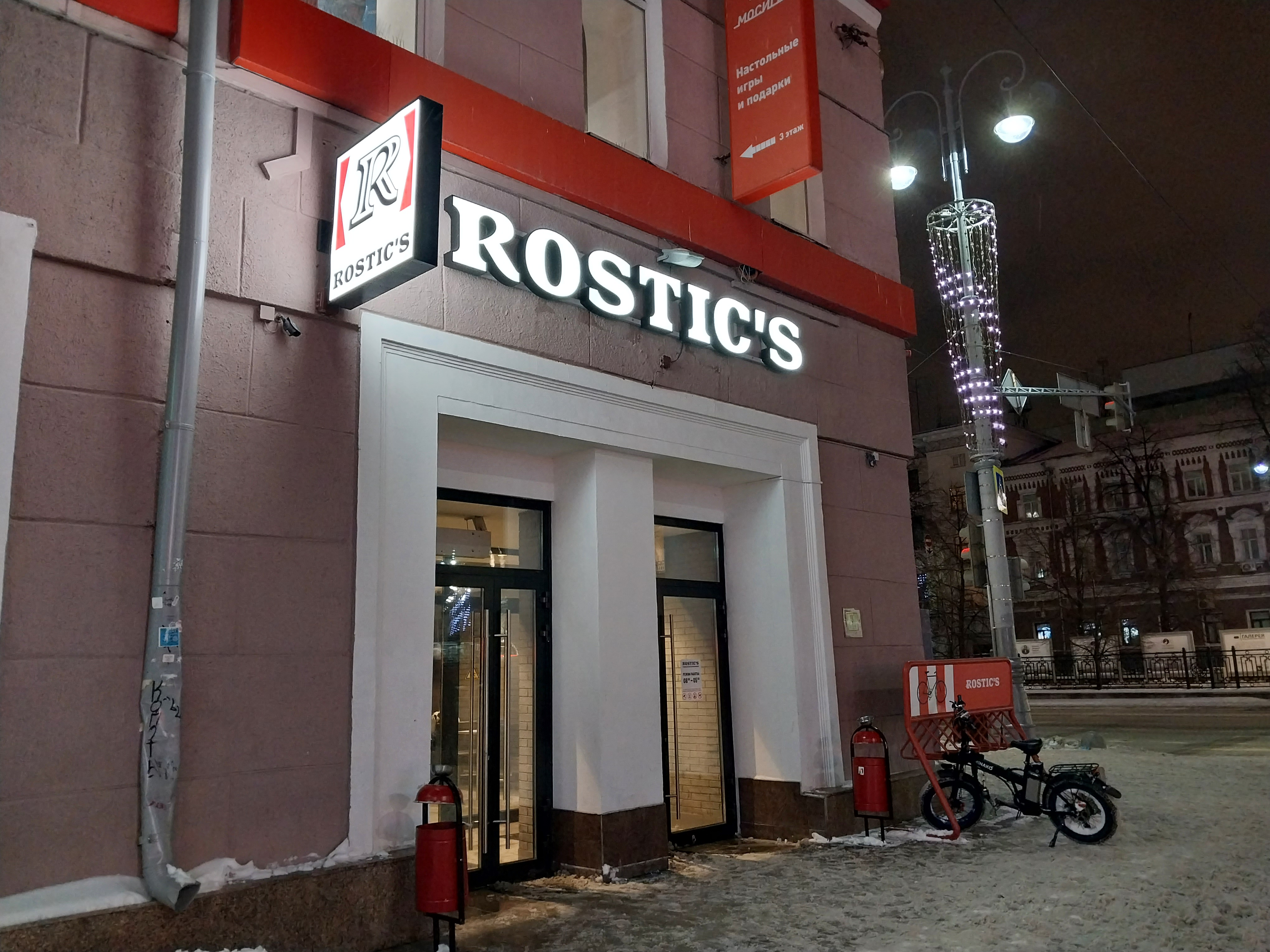
Restaurant Rostic's à Yekaterinburg

KFC est entré en Fédération de Russie en 1993, la même année où la chaîne a commencé ses activités en Israël, en Pologne, au Brésil et en Colombie. Cette année-là, PepsiCo a ouvert des stands vendant des produits de ses marques de restauration rapide — KFC, Pizza Hut, Taco Bell, et Frito-Lay — dans deux stations du Métro de Moscou : "Park Koultoury" (22 juin) et "Mendeleïevskaïa". Il était prévu d'ouvrir 13 autres points de vente au début de l'année 1994,. En 1995, le premier restaurant KFC a ouvert sur le Prospekt Koutouzovsky, partageant ses locaux avec Pizza Hut,. En 1998, au milieu de la crise économique, KFC a quitté le marché russe.
En 2000, KFC est revenu en Russie avec un restaurant sur l'Arbat, exploité par le franchisé Talisfood. À l'été 2003, le restaurant a fermé en raison de la non-conformité aux normes de qualité de Yum! Brands.
En juin 2005, le franchisé russe pour Yum! Brands est devenu la société "Rosinter", qui en 1993 avait créé un équivalent de KFC — la chaîne "Rostik's". Au moment de l'accord, la chaîne comptait 80 restaurants en Russie, en Ukraine et en Biélorussie. Dans le cadre d'un accord entre Yum! Brands et "Rosinter", une marque conjointe "Rostik's—KFC" a été créée. En mars 2006, Yum! Brands a acquis les droits de l'ancienne marque auprès de "Rosinter". Le premier café sous le nom de "Rostik's—KFC" a ouvert en avril 2006, après quoi tous les établissements "Rostik's" ont été renommés.
Selon les termes de l'accord, Yum! Brands et "Rosinter" avaient une option conjointe pour acheter ou vendre l'entreprise conjointe dans un délai de 5 à 7 ans,. Yum! Brands a exercé cette option, achetant "Rostik's—KFC" en juillet 2010 et a commencé à rebrander en KFC en septembre 2011,. La division russe de Yum! a augmenté son volume de revenus sur deux ans, affichant une croissance de 46%. En 2012, le chiffre d'affaires de la marque KFC en Russie s'élevait à 4,3 milliards de roubles.
Le 29 avril 2019, KFC a commencé un rebranding en Fédération de Russie, visant à augmenter la reconnaissance de la marque parmi les jeunes. Au 9 octobre 2020, il y avait 960 restaurants KFC ouverts en Russie. En octobre 2021, la marque a lancé son propre service de livraison à Moscou et à Saint-Pétersbourg.
À la fin de l'année 2021, il y avait 1 086 restaurants KFC ouverts en Russie, dont plus de sept cents étaient détenus par des hommes d'affaires russes opérant sous franchise.
Début mars 2022, à la suite de l'Invasion russe de l'Ukraine en 2022, la société américaine Yum! Brands a annoncé qu'elle suspendrait les activités de 70 de ses restaurants en Russie (le nombre d'établissements appartenant à la société en Russie). Fin octobre 2022, il a été annoncé que l'entreprise vendait son activité à Smart Service Ltd., qui gère l'un des franchisés KFC existants en Russie, et cesserait sa présence corporative dans le pays après la transaction. En octobre 2022, Yum! Brands a vendu 70 restaurants KFC et la master franchise de la marque au réseau russe "GC Food Service", avec un accord permettant l'utilisation de la marque KFC par l'acheteur jusqu'en 2035,.
À partir du 1er janvier 2024, l'ancien réseau de restaurants KFC en Russie s'appelle Rostic’s.